# Marquesado de Saudín

Escudo de Tomares (Sevilla), municipio donde se ubicaba la hacienda Saudín

El Marquesado de Saudín es un título nobiliario español creado el 10 de noviembre de 1760 por el rey Carlos III, quien emitió el Real Decreto a favor del teniente general de la Armada y gentilhombre de Cámara de S.M. en ejercicio, Francisco de Orozco y Manrique, de Ayala y Ordorica.
Debido a su muerte repentina tras la concesión, el Real Despacho fue extendido el 25 de marzo de 1763 a su hermano y heredero en el mayorazgo que poseía en Tomares, Gaspar de Orozco y Manrique. Por lo tanto, oficialmente, este es el primer titular legal del marquesado.
No obstante, formalmente se ha venido reconociendo como primer marqués a Francisco, Caballero 24 de Sevilla a perpetuidad, cuyos cuatro costados completos (apellidos) son Fernández de Orozco y Manrique de Lara, López de Ayala y de Ordorica, a quién el Rey concedió el Título estando destinado en la Corte, siendo miembro de su Real Consejo de Guerra y Marina. Le sobrevino la enfermedad, hizo testamento y falleció a principios del año 1761. Por el retraso en la expedición del Real Despacho, el primer marqués fue realmente su heredero, su hermano Gaspar de Orozco y Manrique de Lara, vecino de la Ciudad de México.
Este Marquesado se creó con el Vizcondado previo de "Tomares".
Su denominación hace referencia a la importante Hacienda Saudín situada en el municipio de sevillano de Tomares, popularmente conocida como "Zaudín de Arriba" y "Zaudín de Abajo", propiedad en el siglo XVIII de Francisco de Orozco y Manrique.

## Marqueses de Saudín
|                                 | Titular                                                              | Periodo                 |
| Creación por Carlos III         | Creación por Carlos III                                              | Creación por Carlos III |
| ------------------------------- | -------------------------------------------------------------------- | ----------------------- |
| "I"                             | "Francisco de Orozco y Manrique de Lara"                             | 1760-1761               |
| II                              | Gaspar de Orozco y Manrique de Lara                                  | 1763-1764               |
| III                             | Manuel Mariano de Orozco y de Zabaleta                               | 1764-1779               |
| IV                              | Salvadora de Orozco y Manrique de Lara                               | 1780-1799               |
| V                               | Manuel Calvo de Encalada-Orozco y de Chacón                          | 1799-1819               |
| VI                              | Francisco de Villegas-Fernández de Orozco y Coronel                  | 1819-1829               |
| VII                             | José Manuel Calvo de Encalada-Orozco y de Recabarren                 | 1829-1859               |
| VIII                            | Manuel María Calvo de Encalada-Orozco y de Rodríguez de Valcárcel    | 1859                    |
| IX                              | María del Pilar Calvo de Encalada-Orozco y Sentmenat de Agulló-Pinós | 1859-1896               |
| Rehabilitación por Alfonso XIII |                                                                      |                         |
| X                               | Luis María de Febrer y Calvo de Encalada-Orozco                      | 1908-1936               |
| XI                              | Luis de Febrer y Miralles de Imperial                                | 1956-2005               |
| XII                             | Antonio Joaquín de Febrer y Bertrán                                  | 2006-actual titular     |

## Historia de los Marqueses de Saudín
- "Francisco de Orozco y Manrique de Lara", "primer" marqués de Saudín.

Le sucedió su hermano:
- Gaspar de Orozco y Manrique de Lara (f. en 1764), II marqués de Saudín, vecino de la Ciudad de México será a quién efectivamente se le expedirá y recibirá la Real Carta de Concesión del Título por el fallecimiento prematuro de su hermano.

1. Contrajo matrimonio con Juana Paula de Zabaleta y de la Peña, hermana del Conde Rubini di Colico.

Le sucedió su hijo, aún menor de edad:
- Manuel Mariano de Orozco y de Zabaleta (f. en 1779), III Marqués de Saudín. Natural de Ciudad de México. Sin descendencia.

Le sucedió su tía carnal:
- Salvadora de Orozco y Manrique de Lara (f. en 1799), IV Marquesa de Saudín. Tras largos pleitos contra su sobrina Ramona de Orozco (hija natural del racionero de la catedral de Sevilla Juan de Orozco) heredó el título, en 1780, por ejecución de sentencia según los vínculos y llamamientos del mayorazgo Orozco-Ayala fundado en Sevilla por sus tatarabuelos en 1632, al cual el concesionario agregó el título y sus haciendas en la villa y término de Tomares, según testamento otorgado en Madrid ante escribano real en 1761 donde falleció a los pocos meses siendo Gentil Hombre de Cámara de S.M. con entrada y ejercicio, y de su Consejo de Guerra. A su muerte sin descendencia volverán a reiniciarse los pleitos por mejor derecho sucesorio según dichos llamamientos.

Le sucedió:
- Manuel Calvo de Encalada-Orozco y de Chacón (1752-1821), V marqués de Saudín, III marqués de Villa-Palma de Encalada. Caballero de la Orden Militar de Calatrava y Comendador de San Francisco de Codao. Sucedió por ejecución de sentencia, en el pleito sobre el mejor derecho sucesorio en el mayorazgo Orozco-Ayala al cual el primer poseedor de la merced, la agregó con todos sus llamamientos y vínculos.

1. Casó con Margarita de Recabarren y Pardo de Figueroa, hija del Oidor de la Audiencia de Santiago de Chile Martín de Recabarren y Pérez-Borroto. Hermana del V Conde de Villaseñor, José de Recabarren y Pardo de Figueroa y sobrina de Fray Pedro Pardo de Figueroa y Luján Primer Arzobispo de Guatemala y de los III Marqueses de San Lorenzo del Valleumbroso. Su abuelo Bernardo Pardo de Figueroa y Sotomayor era hijo del I marqués de Figueroa y hermano del I marqués de la Atalaya y su abuela Margarita de Luján y de Acuña era sobrina del Virrey de Nueva España don Juan Vázquez de Acuña I Marqués de Casa Fuerte y de Iñigo de Acuña I marqués de Escalona y nieta de Francisco de Oviedo-Sigoney y de Luján, Gentilhombre de Cámara de S.M. Felipe III, Teniente General del Virrey del Perú en las costas de Barlovento, y bisnieta de Juan de Oviedo y de Sigoney, natural de Bruselas, Ayuda de Cámara, Grefier y Contralor de S.M. Felipe II, sobrino y nieto de una saga de Grefieres y Contralores en la Corte Borgoñona del Emperador Carlos V, encabezada por Juan, Luis y Carlos Sigoney.

Desposeído del título en 1819, le sucedió:
- Francisco de Villegas y Coronel, VI marqués de Saudín sucedió en el pleito de mejor derecho sucesorio con el V marqués, a su hermano difunto (quien usó para ello el nombre de Sebastián Villegas de Jalón y Fernández de Orozco) ambos eran hijos de Francisco Villegas y Jalón y de su esposa María Antonia Coronel y de Prado. Sucedió por ejecución de sentencia en 1819, aunque fue desposeído del Título en 1829 por el hijo del referido V marqués, quien en su momento también sucedió a su padre en los derechos sucesorios del referido pleito "como tercero de mejor derecho", quedando finalmente y en lo sucesivo confirmada esta línea como la de mejor derecho sucesorio según los llamamientos del mayorazgo Orozco-Ayala.

Le sucedió en 1829 el hijo del V marqués:
- José Manuel Calvo de Encalada-Orozco y de Recabarren (1806-1859), VII marqués de Saudín, IV marqués de Villa-Palma de Encalada. Caballero de la Orden Militar de Santiago. Capitán del Regimiento de la Princesa y Comandante del Regimiento de Valdivia. Su hermana Mercedes fue la madre del Almirante Manuel Blanco Encalada primer Presidente de Chile y de Ventura Blanco Encalada varias veces Ministro en Chile.

1. Casó con María Luisa Rodríguez de Valcarcel y Ximénez; Jácome de Linden y Bermúdez, nieta del Marqués de Medina y descendiente por su abuela paterna de los Marqueses de Tablantes, de los Marqueses de Valdeosera y de los Condes de Benagiar.

Le sucedió su hijo:
- Manuel María Calvo de Encalada-Orozco y Rodríguez de Valcárcel (Sevilla 1806 - Madrid 1859), VIII marqués de Saudín, V marqués de Villa-Palma de Encalada, Coronel de Caballería y Caballero de la Real Maestranza de Caballería de Sevilla y de la Muy Ilustre Señora de la Soledad de la Basílica de la Merced de Barcelona. Fue partidario del infante don Carlos María Isidro de Borbón. En 1836 figuraba entre la plana mayor de la nobleza del principado de Cataluña que apoyaron el carlismo, así consta que una comunicación suya, escrita desde París y enviada a don Carlos, se pasó al Secretario de Estado y al Ministerio de la Guerra el 2 de mayo de 1837.

1. Casó en 1833 con María Luisa Sentmenat de Agulló-Pinós y Sans de Montrodón-Sala-Barutell; de Gregorio-Paternó y de Vega-Copóns, VIII marquesa de Gironella, auténtica V "condesa de Claramunt" (Paz de Viena), baronesa de Peguera, baronesa de Florejacs, baronesa de Oix. con sucesión. Falleció en Barcelona el 3-7-1850.
2. Casó en 1854 con Felipa Sofía Dickenson y Milbury, nacida el 26-5-1826 en San Carlos de Matanzas (Cuba). Sin Sucesión.

Le sucedió su hija:
- María del Pilar Calvo de Encalada-Orozco y Sentmenat de Agulló-Pinós (Montpeller 1834 - Barcelona 1896), IX marquesa de Saudín, IX marquesa de Gironella, VI marquesa de Villa Palma de Encalada, legítima VI Condesa de Claramunt (por la Paz de Viena de 1725).

1. Casó en Barcelona el 28-6-1858 con José María de Febrer y de Calderón; de Febrer-Lavelli y de Ansoátegui, legítimo Conde del Lago (reino de Nápoles 1748), Caballero de la Ilustre Cofradía de Nuestra Señora de la Soledad de la Basílica de la Merced de Barcelona y uno de los caballeros fundadores en 1880 del Cuerpo de la Nobleza de Barcelona. Capitán de Navío, fue Ayudante Fiscal del Tribunal Supremo de Guerra y Segundo Comandante del Tercio Naval de Barcelona. Era poseedor de la Cruz de Isabel la Católica, de la Cruz de 1.ª Clase del Mérito Militar con distintivo blanco y de la Cruz de la Real Orden de San Hermenegildo.

Con permiso regio distribuyeron sus títulos del reino. Su hijo José María de Febrer y Calvo de Encalada, sucedió en el Marquesado de Villa Palma de Encalada, su hijo Manuel María(1863-1941) sucedió en el marquesado de Gironella, su hijo Ramón no revalidó el Condado de Claramunt, su hijo Mariano no solicitó ni el reconocimiento ni la autorización en España del Condado del Lago. El marquesado de Saudín fue rehabilitado por su hijo Luis María.
Rehabilitado en 1908 por:
- Luis María de Febrer y Calvo de Encalada-Orozco (1865-1936), X marqués de Saudín. Caballero de la Real Maestranza de Caballería de Zaragoza, del Real Cuerpo de la Nobleza antiguo Brazo Militar de Cataluña Condados de Rosellón y Cerdaña, y de la Ilustre Cofradía de Nuestra Señora de la Soledad de la Basílica de la Merced de Barcelona. Comendador y Gran Cruz del Mérito Agrícola. Fue Cónsul de Chile en Alicante, y fundador en 1896 de la Granja Avícola de San Luis en Sarria, Barcelona, cuyos ejemplares presentó en certámenes internacionales en los que consiguió varios premios.

1. Casó con doña María Antonia Jover y Martínez-Oliveras, copropietaria y descendiente de directores y fundadores de la Banca Jover creada como Jover y Cia en 1737. Fueron padres de Antonio.
2. Casó con doña María del Pilar de Ochagavía y Ximénez de Frontín, Dama de la Real Maestranza de Caballería de Zaragoza. Sin sucesión.

Fue su hijo: 
- Antonio de Febrer y Jover, Caballero del Real Cuerpo de la Nobleza de Cataluña y de la Ilustre Cofradía de Nuestra Señora de la Soledad de la Basílica de la Merced de Barcelona, nació en Sarriá (Barcelona) el 16-6-1896. Abogado y Perito Mercantil, estuvo vinculado a la sociedad Arnús-Garí, tras pasar algunos años en Chile con su padre en donde trabajó en el Banco de Santiago. Sucedió como único heredero varón (+1936).
1. Casó en Barcelona 1928 con doña Marta Miralles de Imperial y Díaz; Barrie-Downie y Camps, nieta de Clemente Miralles de Imperial y Giménez de Frontín, Caballero Gran Cruz de Isabel la Católica y Comendador de la Corona de Italia, y bisnieta del Coronel Benjamín Barrie Downie, Cónsul de Gran Bretaña en Alicante el cual llegó a España junto con su tío el aguerrido y célebre Mariscal de Campo John Downie Forrester, creador a sus expensas de la valerosa y pintoresca Leal Legión Extremeña durante la Guerra de Independencia Española y condecorado con la Gran Cruz de San Fernando, en la que sirvió como capitán de dicho regimiento don Benjamín.

Sucedería el nieto, por el asesinato de su abuelo y su padre sucesivamente a finales de 1936:
- Luis de Febrer y Miralles de Imperial (Barcelona, *3-6-1929 - +22-4-2005) XI Marqués de Saudín, XII marqués de Gironella, Caballero del Real Cuerpo de la Nobleza antiguo Brazo Militar de Cataluña y de la Ilustre Cofradía de Nuestra Señora de la Soledad de la Basílica de la Merced de Barcelona. Ingeniero Químico por el IQS.

1. Casó en Barcelona el 30-11-1961 con doña María Luisa Bertrán y Verdaguer-Dorca; Casals y Verdaguer (Barcelona,*16-2-1930 - +20-11-2015).

Le sucedió su hijo:
- Antonio Joaquín de Febrer y Bertrán (Barcelona 4-12-1964) XII Marqués de Saudín, XIII marqués de Gironella, Caballero del Real Cuerpo de la Nobleza antiguo Brazo Militar de Cataluña y de la Ilustre Cofradía de Nuestra Señora de la Soledad de la Basílica de la Merced de Barcelona.

## Los Orozco burgaleses en Sevilla
- Francisco de Orozco natural de Villaldemiro casó con Beatriz Guerra de la Vega natural de Castrogeriz, ambas poblaciones en la provincia de Burgos.

- Gerónimo de Orozco y Guerra de la Vega, vecino de Sevilla y natural de Villaldemiro, partido judicial de Castrojeriz provincia de Burgos, se crio  y formó en Amberes junto a Rodrigo Guerra hermano de su Madre con el que más tarde embarcará para Indias (México) el 14 de mayo de 1604. Era Caballero 24 de Sevilla y Familiar del Santo Oficio. Considerado uno de los grandes mercaderes en su ciudad, desempeñó los cargos de Prior, Cónsul y Consiliario de la Casa de Contratación de Sevilla. Casó con Juliana de Ayala y de Colindres-Puerta natural de Sevilla y originaria de la Casa Fuerte de los Ayalas en Celada del Camino, también en Burgos, de donde era natural su padre don Juan López de Ayala y de la Torre, casado con Catalina de Colindres-Puerta y de Tapia natural de Sevilla, y sus abuelos Andrés de Ayala y de la Peña, y Juliana de la Torre. Con autorización regia, Gerónimo y Juliana, fundaron un Mayorazgo regular en 1632, al que vincularon sus haciendas y armas.

- Juan de Orozco y de Ayala, Caballero de la Orden Militar de Calatrava y 24 de Sevilla, casó con Bernarda Manrique de Lara y de Menchaca-Villacis, naturales de Sevilla. Hija del Capitán General de la Armada don Antonio Manrique de Lara y de Carvajal.

- Inés de Orozco y Manrique de Lara casó con su primo hermano Juan Fernández de Orozco y de Orozco-Ayala. Capitán de Mar.

- Francisco Fernández de Orozco y de Orozco-Ayala Caballero 24 de Sevilla casó con su prima segunda Isabel de Orozco-Ayala y de Ordorica, naturales de Sevilla. Hija de don Gaspar de Orozco-Ayala, Jefe de Escuadra de la Real Armada.

- Francisco de Orozco y Manrique de Lara; de Ayala y de Ordorica, Caballero 24 de Sevilla. Teniente General de la Armada, del Consejo Supremo de Guerra y Gentilhombre de Cámara de S.M. con ejercicio. I Marqués de Saudín, con el Vizcondado previo de Tomares, merced que vinculó al Mayorazgo que poseía en Sevilla con todos sus llamamientos y cláusulas.

- Le sucedieron consecutivamente su hermano Gaspar, su sobrino Manuel Mariano de Orozco-Ayala y de Zabaleta que falleció siendo menor de edad, y su hermana María Teresa que no tuvo sucesión.

Las cláusulas sucesorias del mayorazgo Orozco-Ayala a las que estaba sujeta la merced, abocaron la sucesión a un largo pleito entre las líneas colaterales de los sucesores del fundador del mayorazgo, que cumpliesen todos y cada uno de los llamamientos del vínculo.
- La línea finalmente llamada a suceder fue la de Francisco de Orozco y de Ayala Caballero de la Orden Militar de Alcántara y 24 de Sevilla y su esposa Isabel Clavijo de Aranda y de Quero natural de Baena, pues era el hermano segundogénito del mayorazgo Juan, a través de su hija Isabel de los Cameros de Orozco-Ayala y Clavijo de Aranda, casada con Diego Calvo y de Encalada Caballero de la Orden Militar de Calatrava natural de Villalba de Alcor, en cabeza de su nieto Manuel Calvo de Encalada y de Chacón; de Orozco-Ayala y de Carvajal-Mendoza, II marqués de Villa Palma de Encalada, Caballero de la Orden Militar de Calatrava, natural de Santiago de Chile.